# زنده در تگزاس
«زندگی در تگزاس» آلبومی از لینکین پارک است که در سال ۲۰۰۳ میلادی منتشر شد.